# 장산사 유허비
장산사 유허비(長山祠 遺墟碑)은 전라남도 영광군 군남면 도장리에 있는 비석이다. 2020년 1월 30일 영광군의 향토문화유산 제2호로 지정되었다.

## 지정 사유
장산사는 영성군 정찬 등 영성정씨 선조 3위를 배향하고 있는 사우로, 사우에는 취성문, 장산서원, 명강제 등이 있다.
1759년(영조 35)에 창건되었으며, 1868년(고종 5) 훼철된 후 1893년 옛 터에 유허비를 세웠다.
장산사 유허비는 장산사의 역사성을 고스란히 간직하고 있는 유허비로 보존상태도 비교적 좋아 문화재적 가치가 높다.